# Ophiobolus
Офіоболус (Ophiobolus) — рід грибів родини Phaeosphaeriaceae. Назва вперше опублікована 1854 року.

## Опис
Рід офіоболус об'єднує близько 100 видів. Гриби цього роду - сапрофіти, вони розвиваються на відмерлих стеблах і листках переважно трав'янистих рослин; рідше - на листках дерев і чагарникових рослин. Є серед них і паразити.
Широко поширені гриби роду офіоболус виростають на трав'янистих рослинах (Ophiobolus fruticum, Ophiobolus gramunis і ін.); на листках чагарникових рослин виявлені Ophiobolus porphyrogonus і Ophiobolus vulgaris.
Більшість видів роду офіоболус - полифаги, тобто гриби, малоспецифічні щодо субстрату, на якому вони розвиваються. Однак деяка спеціалізація у них є. Такі гриби, як Ophiobolus graminis, зустрічаються тільки на злаках; Ophiobolus affinis і Ophiobolus ulnosporus - тільки на представниках губоцвітих рослин; Ophiobolus rudis і Ophiobolus fruticum - на бобових.